# Quiero poner la tierra a mis pies / Canción de amor ausente
Quiero poner la tierra a mis pies / Canción de amor ausente es un sencillo de la cantante chilena Patty Chávez, lanzado en 1972 por el sello discográfico DICAP, y que precede al sencillo El presupuesto / A ti del folclorista Tito Fernández, con quien participó en algunos álbumes durante la década de 1970 y 1980.

## Lista de canciones
| Lado A |                                     |               |                 |          |  |
| N.º    | Título                              | Música        | Arreglos        | Duración |  |
| 1.     | «Quiero poner la tierra a mis pies» | Pablo Milanés | Sergio Arellano |          |  |

| Lado B |                           |                |                 |          |  |
| N.º    | Título                    | Música         | Arreglos        | Duración |  |
| 2.     | «Canción de amor ausente» | Tito Fernández | Sergio Arellano |          |  |